# Antonov A-40
Antonov A-40 Krilja Tanka tudi 'A-40T ali KT (rusko крылья танка) je bil sovjetski projekt, ki bi omogočil dostavo lahkih tankov s pomočjo kril na bojišče. Leta 1942 so zgradili in testirali prototip, vendar ni bil uspešen. 
Razmišljali so o več različnih tipih dostav lahkih tankov: jadralno letalo, padalo, tank s krili ali pa namestitev pod trup težkega bombnika Tupoljev TB-3.
Oleg Antonov je dizajniral dvojno krilo z dvojnim repom in ga namestil na lahki tank T-60. Vlečno letalo je bil lahko Petljakov Pe-8 ali Tupoljev TB-3. A-40 je poletel samo enkrat, testni pilot je bil Sergej Anohin. TB-3 je moral zaradi velikega zračnega upora, predčasno spustiti A-40, ki je potem varno pristal na bližnjem letališču.
Ker ni bilo na voljo dovolj močnega letala za vleko so projekt preklicali.

## Tehnične specifikacije
- Posadka: 2
- Kapaciteta: 1 × T-60 tank
- Dolžina: 12,06 m (39 ft 6¾ in)
- Razpon kril: 18,00 m (59 ft 0¾ in)
- Površina kril: 85,8 m2 (923,5 ft2)
- Prazna teža: 2004 kg (4418 lb)
- Gros teža: 7804 kg (17205 lb)